# Helmut Zierl

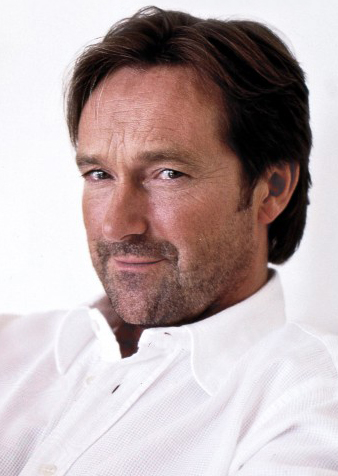
Helmut Zierl, 2012

Helmut Zierl (* 6. Oktober 1954 in Meldorf) ist ein deutscher Schauspieler, Autor, Synchron- und Hörspielsprecher.

## Leben

### Herkunft und Ausbildung
Helmut Zierl wurde 1954 in Meldorf geboren, seit seinem elften Lebensjahr wohnte die Familie in Lütjensee, wo sein Vater Polizist war. Mit 16 Jahren musste er die Schule verlassen. Er fuhr im Sommer 1971 per Anhalter über Brüssel nach Amsterdam und kehrte drei Monate später nach Hause zurück. Dabei lernte er zufällig Regieassistenten aus Rom und Hollywood kennen und fand Interesse am Schauspielerberuf. Zierl verarbeitete die Erlebnisse in seinem 2020 im Bastei Lübbe Verlag erschienenen Buch Follow the Sun – Der Sommer meines Lebens. Er besuchte von 1972 bis 1975 das Hamburger Schauspiel-Studio Frese, anschließend spielte er Theater.

### Theater
Von 1975 bis 1978 war Zierl festes Ensemblemitglied an der Landesbühne Hannover und im Anschluss daran beim Thalia Theater Hamburg bis 1982. In den darauffolgenden Jahren hatte er Stückverträge bei Hamburger Kammerspiele, Zwingerfestspiele Dresden, Komödie Winterhuder Fährhaus in Hamburg, Komödie am Kurfürstendamm in Berlin, Komödie im Marquardt und Altes Schauspielhaus Stuttgart. Zwischen 2012 und 2020 war er für die Konzertdirektion Landgraf mit den Stücken Die Wahrheit von Florian Zeller, Wir lieben und wissen nichts von Moritz Rinke und Tod eines Handlungsreisenden von Arthur Miller auf Tournee. Für die Rolle des „Willy Loman“ in Tod eines Handlungsreisenden erhielt er 2018 den Inthega-Preis, 2019 den Sonderpreis des Inthega-Vorstands und den Finstral-Publikumspreis.

### Film und Fernsehen
1975 gab Zierl als Klaus in der Fernsehserie Eigener Herd ist Goldes wert neben Stephan Orlac und Marie-Luise Marjan sein Debüt vor der Kamera. Er spielte in seiner Laufbahn in zahlreichen Film- und Fernsehproduktionen, darunter auch Literaturverfilmungen von Siegfried Lenz, Eduard von Keyserling und Walter Kempowski. Er war Hauptdarsteller der Fernsehserien Flug in die Hölle, Max Wolkenstein, Rotlicht, Tisch und Bett, Zoff und Zärtlichkeit, Florida Lady, Ein Mann steht seine Frau, Nesthocker – Familie zu verschenken und Familie Sonnenfeld. Außerdem spielte Zierl in festen wie Gastrollen in diversen weiteren Fernsehserien und -reihen, u. a. Tatort, Der Alte, Siska, Ein Fall für zwei, Das Traumschiff, Die Insel, Schwarz Rot Gold, Medicopter 117 – Jedes Leben zählt, Sylter Geschichten, Meine liebe Familie, Die Inselärztin etc.

### Synchronisation
Zierl betätigt sich auch als Synchronsprecher. Er sprach nach eigenen Angaben in 256 Folgen den Schlaubi-Schlumpf in der US-amerikanischen Zeichentrickserie Die Schlümpfe und lieh u. a. Patrick Duffy (Der Mann aus Atlantis), Jeff Goldblum (Eine Probe für den Mörder), Steve Martin (Pennies from Heaven), Anthony Perkins (Theaterfieber), Dennis Quaid (The Big Easy) und Christopher Walken (Heaven’s Gate) seine sonore Stimme.

### Rezeption und Privates
Zierl ist regelmäßig Teil fiktiver Fernsehfilme in der Titanic-Kolumne Intimschatulle des Schriftstellers Heinz Strunk, die 2019 im Buch Nach Notat zu Bett gesammelt erschien.
Helmut Zierl war 14 Jahre lang bis 2001 mit der Schauspielerin Christine Zierl verheiratet und hat mit ihr zwei gemeinsame Söhne. Aus einer anderen Beziehung hat er einen weiteren Sohn. Er lebt in Lütjensee (Schleswig-Holstein).
Am 4. Oktober 2024 heiratete er seine Partnerin, mit der er zuvor zwölf Jahre liiert war.

## Filmografie

### Kinofilme
- 1988: Singles
- 2013: Kokowääh 2
- 2014: Honig im Kopf

### Fernsehfilme
- 1979: Ein Kapitel für sich
- 1979: Am Südhang
- 1980: Vor den Vätern sterben die Söhne
- 1982: Die Zeiten ändern sich
- 1983: Die Roppenheimer Sau
- 1983: Gefährliches Spiel
- 1983: Die Falle
- 1984: Mord zu vier Händen
- 1984: Flug in die Hölle
- 1985: Jan und Joy
- 1985: Zerbrochene Brücken
- 1987: Gegen die Regel
- 1987: Goldjunge
- 1987: Familienschande
- 1988: Heimatmuseum
- 1988: Singles
- 1988: Einer Bonner Affaire
- 1989: Eine unheimliche Karriere
- 1989: Wahre Liebe
- 1990: Die Frosch-Intrige
- 1990: Wie gut, daß es Maria gibt
- 1991: Himmelsschlüssel
- 1992: Rotlicht
- 1992: Amok
- 1995: Verrückt nach Dir
- 1996: Die Geliebte
- 1997: Singles
- 1997: Du hast mir meine Familie geraubt
- 1998: Papa ich hol dich hier raus
- 1998: Der Mörder in meinem Haus
- 1998: Sylvias Bauch
- 1998: Der arabische Prinz
- 1999: Der Engel von St. Pauli
- 1999: Auf schmalen Grat
- 2000: Schmidt ist billiger
- 2000: Der Pfundskerl
- 2001: Frauen, die Prosecco trinken
- 2001: Anwalt des Herzens
- 2001: Ein Hund für alle Fälle
- 2002: Tödliches Rendezvous: Die Spur führt nach Palma
- 2002: Absolut das Leben
- 2002: Ein Liebhaber zuviel ist noch zu wenig
- 2002: Verliebt auf Bermuda
- 2002: Heimspiel
- 2003: In der Höhle der Löwin
- 2003: Mann gesucht, Liebe gefunden
- 2003: Wie tauscht man seine Eltern um
- 2003: Das schwache Geschlecht
- 2003: Zwei Wochen für uns
- 2004: Bei hübschen Frauen sind alle Tricks erlaubt
- 2004: Wink des Himmels
- 2004: Unter weißen Segeln – Urlaubsfahrt ins Glück
- 2004: Tequila
- 2006: Crazy Race 3 – Sie knacken jedes Schloss
- 2007: Der Mann im Heuhaufen
- 2008: Meine liebe Familie
- 2008: Tischlein deck dich (ARD-Märchenfilmreihe Sechs auf einen Streich)
- 2008: Insel des Lichts
- 2008: Ihr Auftrag, Pater Castell
- 2009: Vulkan
- 2011: Liebe ohne Minze
- 2013: Alles Chefsache!
- 2024: Ich will mein Glück zurück

### Fernsehserien/-reihen
- 1980–1982: St. Pauli-Landungsbrücken (2 Folgen)
- 1981: Der Fuchs von Övelgönne – Der plötzliche Reichtum
- 1982: Schwarz Rot Gold – Kaltes Fleisch
- 1984: Schwarz Rot Gold – Blauer Dunst
- 1984: Schwarz Rot Gold – Um Knopf und Kragen
- 1984–1986: Eigener Herd ist Goldes wert
- 1987: Das Traumschiff – Brasilien (Fernsehreihe)
- 1987: Tatort: Voll auf Haß (Fernsehreihe)
- 1987: Die Insel (6 Folgen)
- 1988: Schwarz Rot Gold – Schwarzer Kaffee
- 1988: Schwarz Rot Gold – Zucker-Zucker
- 1988: Tatort: Ausgeklinkt
- 1988: Die Schwarzwaldklinik (5 Folgen)
- 1989: Tatort: Kopflos
- 1989–2005: Der Alte (verschiedene Rollen, 6 Folgen)
- 1990: Ein Fall für zwei (Folge Madonna)
- 1990: Hotel Paradies (Folge Oma kommt)
- 1991: Tatort: Rikki
- 1991: Tatort: Tod eines Mädchens
- 1991/1992: Zoff und Zärtlichkeit
- 1992: Der Fahnder (Folge Betriebsgeheimnis)
- 1993: Evelyn Hamanns Geschichten aus dem Leben (1 Folge)
- 1993: Tisch und Bett (Fernsehserie, 13 Folgen)
- 1993: Derrick (Folge Melodie des Todes)
- 1993/1994: Florida Lady (Serienhauptfigur)
- 1994: Rosamunde Pilcher – Wilder Thymian (Fernsehreihe)
- 1994: Ärzte: Von Arzt zu Arzt
- 1994/1995: Max Wolkenstein
- 1995: Zoff und Zärtlichkeit (13 Folgen)
- 1995–1996: Der Landarzt (18 Folgen)
- 1996–2000: Männer sind was Wunderbares (4 Folgen)
- 1997: Ein Mann steht seine Frau
- 1998: Die Cleveren (Folge Die Jagd)
- 1999/2002: Nesthocker – Familie zu verschenken
- 1999: Das Traumschiff – Namibia
- 2000: Opferlamm (Folge Zwischen Liebe und Hass)
- 2000: Das Traumschiff – Seychellen
- 2000: Tatort: Bienzle und der heimliche Zeuge
- 2000: Tatort: Mauer des Schweigens
- 2001: Dr. Stefan Frank – Der Arzt, dem die Frauen vertrauen (Folge Bei aller Liebe)
- 2002: Rotlicht (Folge Die Stunde des Jägers)
- 2003: Polizeiruf 110: Kopf in der Schlinge (Fernsehreihe)
- 2003: Rotlicht (Folge Im Dickicht der Großstadt)
- 2004: Ein starkes Team: Sicherheitsstufe 1 (Fernsehreihe)
- 2004: Das Traumhotel – Sterne über Thailand (Fernsehreihe)
- 2004: Die Rosenheim-Cops (Folge Tödliches Rendezvous)
- 2004: Unter weißen Segeln – Urlaubsfahrt ins Glück (Fernsehreihe)
- 2005–2009: Familie Sonnenfeld
- 2005: Alarm für Cobra 11 – Die Autobahnpolizei (Folge Vertrauenssache)
- 2005: Wilsberg: Todesengel (Fernsehreihe)
- 2005: Der Bulle von Tölz: Ein erstklassiges Begräbnis (Fernsehreihe)
- 2006: Tatort: Kunstfehler
- 2006: Polizeiruf 110: Tod im Ballhaus
- 2007: Das Traumschiff – Papua-Neuguinea
- 2008: Das Duo: Echte Kerle (Fernsehreihe)
- 2009: Tatort: Mauerblümchen
- 2009: Protectors – Auf Leben und Tod (Staffel 2, Folge 4)
- 2009: Lilly Schönauer – Heimkehr ins Glück
- 2010: In aller Freundschaft (Folge Zweite Chance)
- 2010: Katie Fforde – Festtagsstimmung
- 2010: Emily Richards – Sehnsucht nach Paradise Islands
- 2011: Das Traumhotel – Malediven
- 2011: Die Pfefferkörner (Folge Störtebekers Kopf)
- 2011: Der letzte Bulle (Folge Wer findet, der stirbt)
- 2011: Rosamunde Pilcher – Der gestohlene Sommer
- 2011: SOKO Köln (Folge Playback)
- 2011: Das Duo (Folge Tote Lügen besser)
- 2011: Katie Fforde – Leuchtturm mit Aussicht
- 2011–2022: Notruf Hafenkante (verschiedene Rollen, 3 Folgen)
- 2012: Inga Lindström – Das Geheimnis des schwarzen Schwans
- 2012: Das Duo: Tote lügen besser
- 2013: Die Bergretter (Folge Filmriss)
- 2013: Katie Fforde – Wie Feuer und Wasser
- 2014: Heiter bis tödlich: Akte Ex (Folge Drei sind einer zuviel)
- 2014: Danni Lowinski (Folge Berührungsängste)
- 2015: Tatort: Wer Wind erntet, sät Sturm!
- 2015: Rosamunde Pilcher – Liebe, Diebe und Diamanten
- 2017: Inga Lindström: Verliebt in meinen Chef
- 2018: Die Inselärztin – Neustart auf Mauritius
- 2018: Die Inselärztin – Notfall im Paradies
- 2019: Die Inselärztin – Das Geheimnis
- 2019: Die Inselärztin – Die Entscheidung
- 2019: Rosamunde Pilcher – Die Braut meines Bruders
- 2020: Kreuzfahrt ins Glück – Hochzeitsreise nach Menorca
- 2020: Die Inselärztin – Die Mutprobe
- 2020: Die Inselärztin – Das Rätsel
- 2021: Rosamunde Pilcher – Wie verhext
- 2022: Nachricht von Mama (5 Folgen)
- 2022: Das Traumschiff – Mauritius
- 2022: Die Kanzlei (Folge Kleine Schritte)
- 2022: Großstadtrevier (Folge Das Brandmal)

## Hörspiele (Auswahl)
- Jede Wette von Ulrich Land
- Große Erwartungen von Charles Dickens
- TKKG, Europa (Folgen 19, 21, 22, 37, 221, 234)
- Die drei ???, Europa (Folgen 31, 32, 33, 212, 230)
- Fünf Freunde, Europa (Folgen 146, 161)
- Larry Brent, Europa (Folgen 3, 11, 13)
- Macabros, Europa (Folgen 6, 10)
- Masters of the Universe, Europa (Folge 15)
- Geisterjäger John Sinclair, Lübbe (Folge 84)
- Gruselkabinett, Titania Medien (Folgen 72, 73, 152, 154, 182, 188)
- Sherlock Holmes – Die geheimen Fälle des Meisterdetektivs, Titania Medien (Folgen 40, 47, 48, 56, 61, 62)
- Grimms Märchen, Titania Medien (Folgen 1, 8, 9, 10, 15)

## Hörbücher (Auswahl)
- Juliet, Naked von Nick Hornby
- Pompeji von Robert Harris
- Alter Sack, was nun? von Kester Schlenz
- Unsere wunderbaren Jahre von Peter Prange

## Auszeichnungen
- 2018: INTHEGA-Preisträger für Tod eines Handlungsreisenden[11]